# Circus Charlie
Circus Charlie (サーカスチャーリー Sākasu Chārī?) är ett action/plattformsspel ursprungligen utgivet av Konami. Spelet blev en stor arkadhit 1984, och släpptes även till MSX samma år, till NES 1986 av Soft Pro och till Commodore 64 1987. Spelet låg senare på Nintendo DS-samlingen Konami Classics Series: Arcade Hits.

## Handling
I spelet styr spelaren cirkusclownen Charlie, som skall utföra diverse tricks, bland annat rida på lejon och hoppa genom brinnande ringar.

### Fotnoter
1. 1 2  ”Circus Charlie”. NES DB. Arkiverad från originalet den 14 juli 2014. https://web.archive.org/web/20140714162052/http://www.nesdb.se/game_more.php?id=266&rid=1. Läst 11 juni 2014.